# Paille de fer

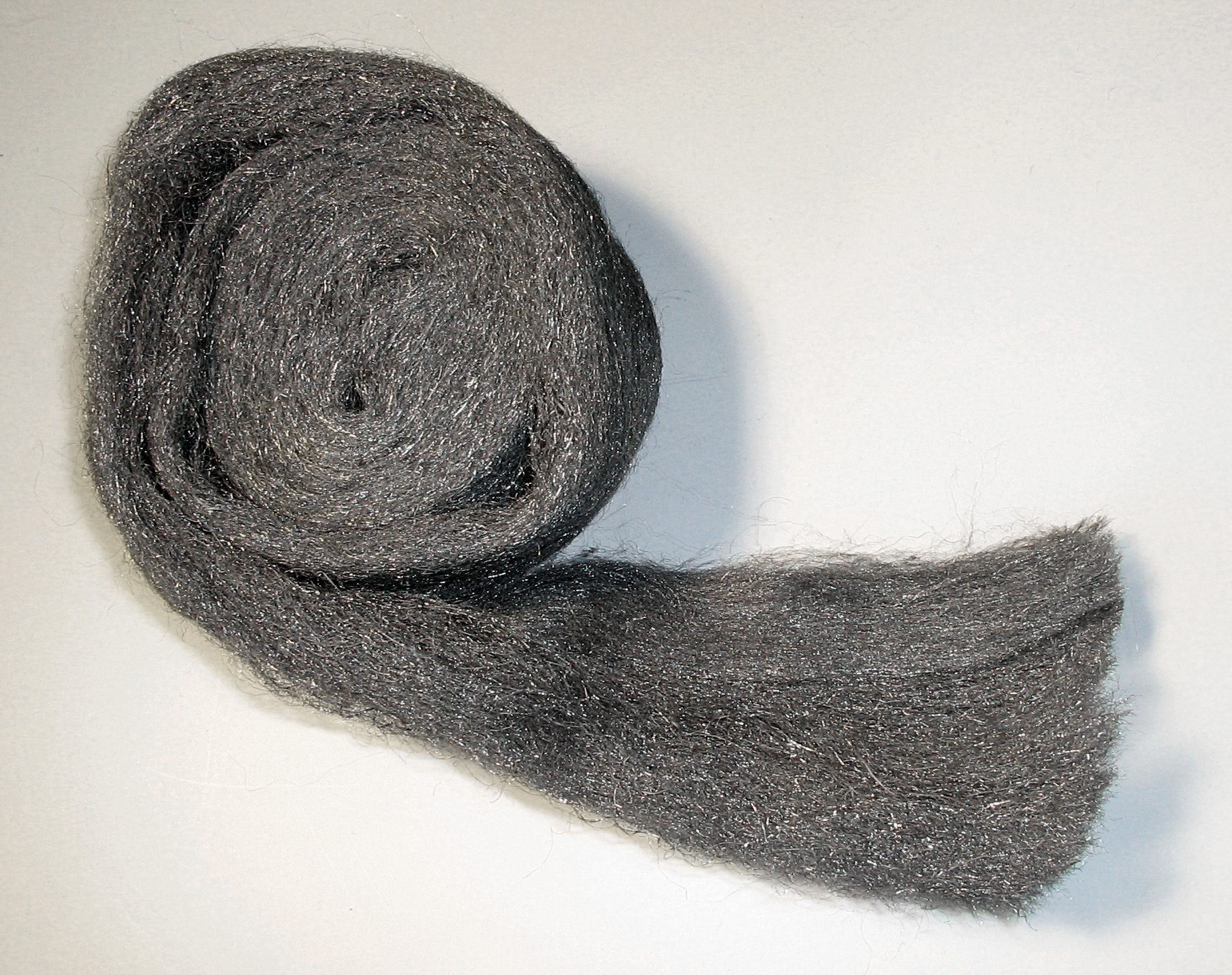
Un rouleau de laine d’acier.

La paille de fer est un enchevêtrement de copeaux métalliques minces et allongés, généralement en acier inoxydable, utilisé pour son pouvoir abrasif.

## Vie pratique
La paille de fer est communément appelée laine d'acier ou, par antonomase, nommée tampon Jex ou Scotch-Brite, des marques populaires, appartenant respectivement à Colgate-Palmolive et à 3M, dont le nom est passé dans le langage courant. Bon marché, elle est particulièrement utilisée pour le nettoyage de surfaces très sales mais non abrasées par le frottement de la paille de fer. On peut également s'en servir pour le récurage de casseroles et de poêles, ou pour supprimer certaines salissures tenaces sur les carrelages ou des tables et autres meubles. Il est également possible de l'utiliser pour nettoyer les touches en ébène d'une guitare électrique.
Dans nombre de cas, elle remplace avantageusement les détergents, et même l'eau chaude, allant jusqu'à rendre superflus les revêtements anti-adhésion des poêles à frire. Pour nettoyer la paille de fer elle-même une fois qu'elle a été utilisée sur des taches très grasses, on peut la passer au lave-vaisselle.